# Шмидт, Пол
Пол Шмидт (англ. Paul Schmidt; 29 января 1934, Бруклин, Нью-Йорк — 19 февраля 1999, Нью-Йорк) — американский переводчик, поэт, драматург.

## Биография
Окончил Колгейтский университет (1955), затем учился также в Гарвардском университете и во Франции, где занимался актёрским мастерством под руководством Жака Шарона и пантомимой под руководством Марселя Марсо. В 1958—1960 годах служил в разведке вооружённых сил США.
В 1960-е годы входил в состав актёрской труппы театра Агассиса, связанного с Гарвардским университетом. В 1967—1976 годах профессор славистики Техасского университета в Остине. Затем вернулся на Северо-Восток страны и в дальнейшем занимался преимущественно литературной работой. Защитил также диссертацию, посвящённую театру Всеволода Мейерхольда и изданную под названием «Мейерхольд за работой» (англ. Meyerhold at Work; 1980, переиздания). В 1970-х годах гастролировал с программой мелодекламации. С 1993 года преподавал перевод и драматургию в Школе драматического искусства Йельского университета.
Большинство переводов Шмидта были сделаны для театра, причём он сотрудничал с рядом выдающихся режиссёров. Так, осуществлённый им перевод поэмы Велимира Хлебникова «Зангези» был выполнен для постановки Питера Селларса (1986), «Ширмы» Жана Жене были переведены для режиссёра Джоанны Акалайтис (1989). В 1995 году Шмидт написал либретто «Алиса», по Льюису Кэроллу, для постановки Роберта Уилсона с музыкой Тома Уэйтса.
В переводах Шмидта опубликованы собрание сочинений Хлебникова (четыре тома вышли в 1985—1997 гг.), собрание пьес Антона Чехова, собрание сочинений Артюра Рембо, отдельные произведения Еврипида, Пьера де Мариво, Бертольта Брехта и других авторов. В 2007 году переводы Шмидта из русской поэзии Серебряного века вышли отдельным изданием под названием «Кабаре „Бродячая собака“» (англ. The Stray Dog cabaret: a book of Russian poems); эта работа Шмидта вызвала нарекания в связи с весьма вольным обращением переводчика с оригиналами. Ему принадлежат также три собственных пьесы и несколько стихотворных сборников.
В 1970—1976 гг. был женат на актрисе Стокард Чэннинг.
Умер от заболеваний, ассоциированных со СПИДом.